# 浅川美也
浅川 美也（あさかわ みや）は、日本の脚本家。富野由悠季監督作品の『ブレンパワード』、『∀ガンダム』では脚本の他に、声優出演もしている。

## 作品リスト

### テレビアニメ
- 1998年　『ブレンパワード』ユキオ役[1]、脚本
- 1999年　『∀ガンダム』マヤリト役、脚本
- 2001年　『ジーンシャフト』脚本
- 2001年　『超GALS!寿蘭』脚本
- 2002年　『OVERMANキングゲイナー』脚本
- 2002年　『ヒートガイジェイ』脚本
- 2003年　『WOLF'S RAIN』脚本
- 2003年　『最遊記RELOAD』脚本
- 2004年　『最遊記RELOAD GUNLOCK』脚本
- 2004年　『絢爛舞踏祭 ザ・マーズ・デイブレイク』チーフライター
- 2005年　『ノエイン もうひとりの君へ』脚本
- 2005年　『CLUSTER EDGE』脚本
- 2006年　『少年陰陽師』シリーズ構成
- 2008年　『鉄腕バーディー DECODE』脚本
- 2008年　『しゅごキャラ!!どきっ』脚本
- 2009年　『鉄腕バーディー DECODE:02』脚本
- 2009年　『黒神 The Animation』脚本
- 2009年　『とある科学の超電磁砲』脚本
- 2010年　『とある魔術の禁書目録II』脚本
- 2012年　『しろくまカフェ』脚本
- 2014年　『Z/X IGNITION』脚本
- 2014年　『トライブクルクル』脚本
- 2014年　『カードファイト!! ヴァンガードG』脚本
- 2015年　『カードファイト!! ヴァンガードG ギアースクライシス編』脚本
- 2015年　『ブレイブビーツ』脚本
- 2016年　『カードファイト!! ヴァンガードG ストライドゲート編』脚本
- 2016年　『クラシカロイド』脚本
- 2017年　『クラシカロイド 第2シリーズ』脚本
- 2018年　『プラネット・ウィズ』脚本協力
- 2020年　『ARP Backstage Pass』脚本
- 2020年　『最響カミズモード!』脚本
- 2022年　『ダンジョンに出会いを求めるのは間違っているだろうかIV 新章 迷宮篇』脚本
- 2023年　『ダンジョンに出会いを求めるのは間違っているだろうかIV 深章 厄災篇』脚本
- 2024年　『ダンジョンに出会いを求めるのは間違っているだろうかV 豊穣の女神篇』脚本
- 2024年　『凍牌〜裏レート麻雀闘牌録〜』脚本
- 2025年　『姫騎士は蛮族の嫁』シリーズ構成[2]

### OVA
- 2007年　『BALDR FORCE EXE RESOLUTION』脚本
- 2012年　『コードギアス 亡国のアキト 第1章 翼竜は舞い降りた』脚本
- 2013年　『コードギアス 亡国のアキト 第2章 引き裂かれし翼竜』脚本
- 2015年　『コードギアス 亡国のアキト 第3章 輝くもの天より堕つ』脚本

### Webアニメ
- 2010年　『ゆとりちゃん』構成・脚本

### 小説
- 『ジーンシャフト（上）色とりどりの少女たち』……角川スニーカー文庫
- 『ジーンシャフト（下）色めきたつ少女たち』
- 『ノエイン もうひとりの君へ(1)』……MF文庫J
- 『ノエイン もうひとりの君へ(2)』

### 実写映画
- 2000年　『8:40』脚本

### 舞台
- 2002年　『超人サークルパワフルパーツ』脚本
- 2002年　『マジカル熟女★スペースお千代』脚本
- 2003年　『派遣ヒーロー ライダーマン善』脚本
- 2004年　『結婚カウントダウン!』作・演出
- 2005年　『Kill me Dance!』作・演出
- 2005年　『帰る』脚本
- 2006年　『超人サークル パワフルパーツ!』作・演出

ほか多数